# Crispiphantes rhomboideus
Crispiphantes rhomboideus là một loài nhện trong họ Linyphiidae.
Loài này thuộc chi Crispiphantes. Crispiphantes rhomboideus được Kap Yong Paik miêu tả năm 1985.